# 2024年英國大選
2024年英國大選（英語：2024 United Kingdom general election）是英国于2024年7月4日舉行的全国性选举，本次選舉改選下議院全部650個議席，並決定新任執政黨。時任首相里希·苏纳克於2024年5月22日向英國國王查爾斯三世提出解散英国國會。
本次大選为英王查爾斯三世即位後的首次全國性選舉，也是自1945年以來首個於7月舉行的英國大選。此外，本次选举亦是英國脫歐及2019冠狀病毒病疫情後首場全國大選，並將按照2023年國會選區恆常檢討所大幅度重劃的選區重選所有國會議員。本次選舉首次強制要求選民在親身投票前，必須出示附有個人照片的身分證明文件。
選舉前的民意調查顯示工黨的民望大幅領先保守黨。最终，保守黨遭致1834年成立以來的最大選舉敗績，超越了該黨於1906年創下的最差選舉紀錄。而基尔·斯塔默爵士成功帶領工黨取得压倒性勝利，終止保守黨連續14年的執政，並成為下一任英國首相。此外，在野的自由民主黨也取得自1923年以來破紀錄的成績，一舉重回第三大黨。

## 背景

### 保守黨
保守黨自2010年大選以來便成為英國的執政黨。最初，保守黨在戴维·卡梅伦的帶領下與自由民主黨組成聯合政府。隨後在2015年大選後，該黨以微弱多數單獨執政。為兌現競選承諾，保守黨於2016年舉行脫歐公投；然而，公投結果意外地通過，親歐派的首相卡梅伦亦引咎辭職。
及後，特蕾莎·梅接任首相。為了穩固政府的國會多數並增加脫歐談判籌碼，特蕾莎·梅宣佈動議提前大選並獲下議院通過。隨後在2017年大選，保守黨反而成為少數政府，並於民主統一黨支持下繼續執政。之後，文翠珊所提出的脫歐協議草案遭到下議院三度否決；面對內閣成員倒戈和無法於國會及歐盟之間達成有效共識的兩難局面，文翠珊宣布辭職。
2019年7月，約翰遜在保守黨2019年黨魁選舉中獲勝，並接替特蕾莎·梅成為英國首相。由於缺乏國會對脫歐計劃的支持，約翰遜宣布舉行2019年大選。在這次選舉中，保守黨取得壓倒性勝利；隨後約翰遜亦成功推動通過了脫歐協議。
2020年初，英國爆發2019冠狀病毒病疫情。為應對疫情，約翰遜及其政府實施了包括限制社交互動在內的公共衛生措施。然而，後來發現約翰遜及其部分工作人員違反了這些規定，引發了「派對門」政治醜聞。這一系列爭議事件嚴重損害了約翰遜的個人聲譽。隨著2022年7月克里斯托弗·平彻醜聞的爆發，局勢迅速升級，引致他所在的政府出現高級官員大規模辭職。最終，約翰遜於7月7日宣布辭職。經過對他行為的調查後，次年他辭去了議員職務，調查結果一致發現他多次在下議院撒謊。
約翰遜辭職後，莉兹·特拉斯在同年9月5日贏得黨魁選舉，並於9月6日就任首相。卓慧思和她的財政大臣關浩霆在9月23日宣布了大規模減稅和借款計劃；然而這些舉措卻受到廣泛批評，迅速導致金融市場的不穩定。面對日益增加的批評和同黨議員對其領導能力的信心丧失，卓慧思於10月20日宣布辭職，成為英國歷史上任期最短的首相。
同年10月24日，里希·苏纳克在無對手的情況下當選新任保守黨黨魁，並於10月25日成為首相；在上任後，辛偉誠立即推翻了卓慧思所制定的許多經濟措施。在他的任內，辛偉誠因改善經濟和穩定國家政治而廣受讚譽；儘管如此，他許多的承諾和政策宣示最終未能兌現，未能避免保守党的受欢迎程度进一步下降。英國民眾對改變執政黨的意願在保守黨在2022年、2023年和2024年的地方選舉中的糟糕表現中得到體現。

### 工黨
2019年大選中，工黨的議席數目下滑至202席並丟失許多傳統「紅牆」票倉；這亦是1935年英國大選以來該黨最差的成績，而時任黨魁傑瑞米·柯賓引咎辭職。後來，施紀賢在2020年贏得了工黨的黨魁選舉，接替了郝爾彬並成為反對黨領袖。在他的領導下，施紀賢重新調整了黨的立場，遠離極左派並向中間主義靠攏。他強調會消除黨內反猶太主義，一個曾是柯賓領導時期所出現的爭議性問題。
在2023年，施紀賢制定了五大使命，為未來工黨政府設定目標，涵蓋經濟增長、健康、清潔能源、犯罪和教育等議題。由於保守黨醜聞和政府危機引起了極度的政治動盪，自2021年底以來，工黨在民意調查中一直領先於保守黨，通常領先幅度很大，這也與「派對門」醜聞的爆發時間相吻合。在2023年的地方選舉中，工黨贏得超過500名議員席位和22個地方議會的控制權；這是自2002年以來，該黨首次成為綜合眾多地方政府中的最大黨。並在2024年中取得了進一步的增長，包括三度贏得倫敦市長選舉及首次的奪得西米德蘭郡長一職。

### 自由民主黨
曾在保守黨-自民黨聯合政府中擔任能源及氣候變化大臣的愛德·戴維爵士，在2020年贏得了自由民主黨的黨魁選舉，接替在2019大選中失去了議席的前黨魁喬·斯溫森。戴宏將擊敗保守黨列為首要任務，並在上屆大選後排除了自民黨與保守黨合作的可能性；這與前黨魁紀理歷在2010年大選後選擇與卡梅倫合作的情況截然不同。在戴宏的領導下，自由民主黨在地方選舉中都取得了增長。在2024年地方選舉中，自由民主黨首次自2009年以來成為綜合眾多地方政府中的第二大黨。

### 蘇格蘭民族黨
蘇格蘭民族黨則因更換太多次黨魁和蘇格蘭首席部長，包括妮古拉·斯特金（2014年11月—2023年3月）、胡姆扎·尤薩夫（2023年3月—2024年5月）和約翰·斯文尼（2024年5月），以及受到「布蘭奇福姆行動」的警方調查影響，而遭受政治動盪的困擾，在民意調查中的受歡迎程度也有所下降。施雅晴聲稱職業倦怠而於2022年中途辭職；尤薩夫則因為終止蘇格蘭民族黨與蘇格蘭綠黨的權力分享協議，及後導致蘇格蘭政府危機並引咎辭職。施榮禮則在2024年蘇格蘭民族黨黨魁選舉中當選，繼任尤薩夫出任黨魁和首席部長。與保守黨類似，蘇格蘭民族黨也因長期執政了17年而受到民眾支持度下降的影響；這也引發了關於蘇格蘭工黨可能會贏得這次大選的猜測。

## 選舉日期
按照《2011年定期國會法令》，下一屆選舉原本定於2024年5月2日舉行。然而，保守黨於2019年大選中承諾了廢除《定期國會法令》，並成功當選。2020年12月，約翰遜政府公佈《2022年解散和召集國會法令》，而該法案獲國會通過並於2022年3月24日生效。該法令第4條規定：「如果國會沒有被提前解散，該屆國會將在其首次開議五週年的日期解散」。目前，首相可以在提前25個工作日通知的情況下，請求英國君主解散國會並提前舉行下議院大選。
英國選舉委員會確認，當屆國會最遲必須在2024年12月17日前解散，而下次大選必須不遲於2025年1月28日舉行。
2024年5月22日，英國首相里希·苏纳克宣布提早於7月4日舉行大選。他曾經在同年1月4日，暗示大選可能會在2024年下半年進行，而不是2025年1月。

## 選舉制度及議席分配
英國的下議院換屆選舉中，採用「單議席單票制」。全英分為650個選區，而每個選區均採用「簡單多數制」選出一名國會議員。
所有居於英國並在2024年7月4日或之前年滿18歲的英國公民、愛爾蘭公民、英聯邦公民，或居於海外的英國公民及愛爾蘭公民，只要在2024年6月18日午夜前已登記為選民，即可投票。
按照《2022年選舉法令》，該屆大選除了首次取消對居住海外超過15年的英國公民投票限制，亦會第一次引入選民身份驗證要求。

### 選區重劃

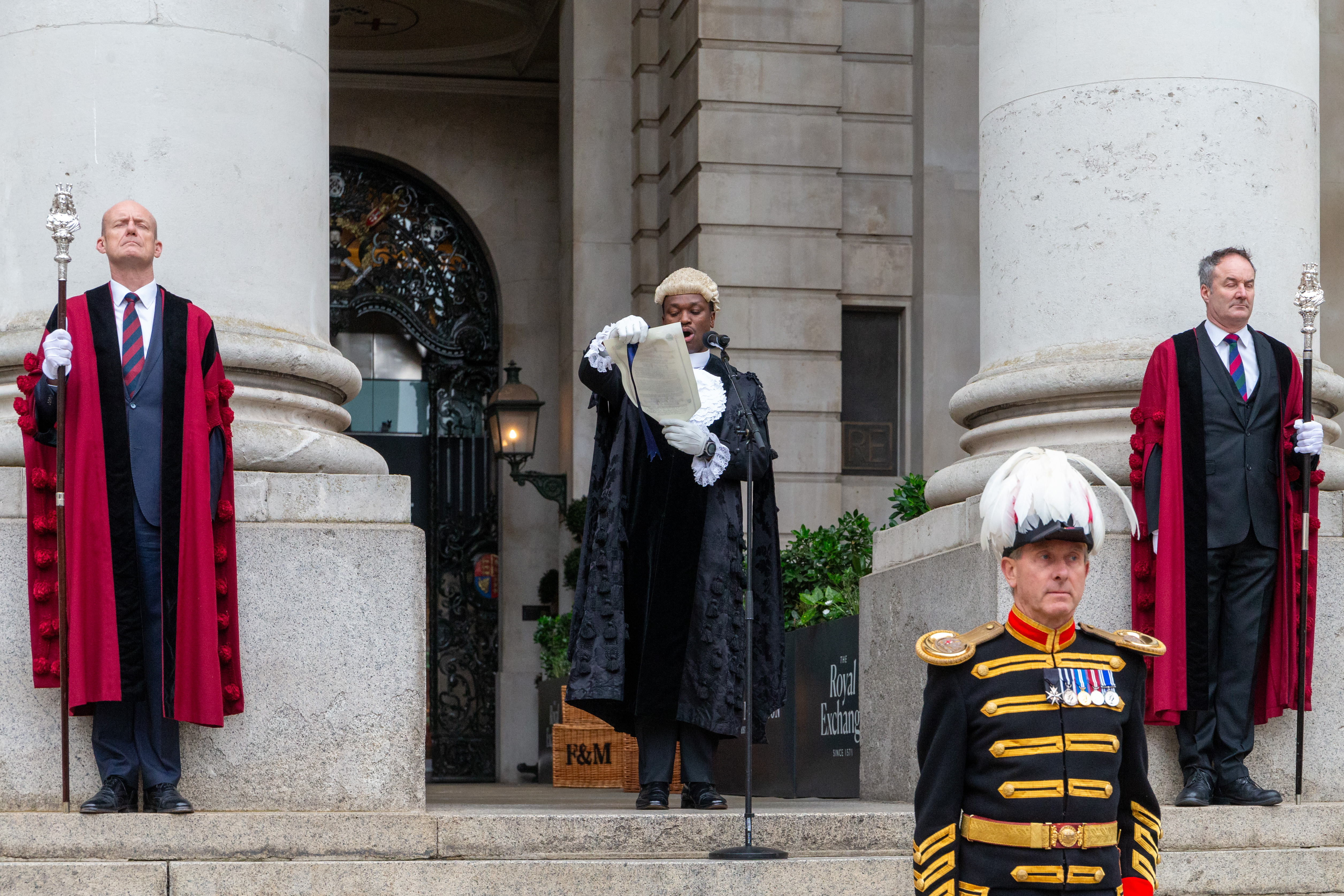
倫敦金融城侍衛長在皇家交易所的台階上宣讀國會解散公告。

2011年，英國開始對國會選區進行恆常檢討，目標是將數量從650個減少至600個；然而該項進程在2013年1月被暫停。隨著2015年大選的結束，英國四個構成國的選區分界委員會於2016年4月重新啟動了這項檢討機制。2018年9月5日，四個選區分界委員會向相應的內閣大臣呈交了最終建議，並在一週後對外公開了報告內容。然而，這些建議在2019年大選之前從未被提交批准，並於2020年12月根據《2020年國會選區法令》的附表而被正式廢止。根據選舉學學者科林·拉林斯和邁克爾·思拉舍的預測，若按照2018年的選區重劃方案，將2017年的選票分佈轉換為席位數量，這些變動將對保守黨有利，對工黨則不利。
2020年3月，內閣辦公室部長克洛伊·史密斯確認，2023年國會選區恆常檢討將保留650個議席。根據《2020年議會選區法案》修訂前的相關立法，四個選區分界委員會於2021年1月5日正式開始檢討選區分界，並計劃在2023年7月1日之前發布最終報告。除非「存在特殊情況」，否則相關的樞密院頒令須於建議報告被提交國會省覽後的在四個月內生效。在《2020年國會選區法令》被通過之前，任何國會選區變更必須經過國會兩院批准才能生效。在2023年11月15日，選區重劃方案在樞密院會議上獲得批准，並於2023年11月29日生效，這意味著該屆選舉將根據新選區劃分進行競選。

#### 按照2024年選區分界的2019年假設選舉結果

按照2024年大選的選區分界，所可能產生的2019年選舉結果。

英國傳媒通常會報導根據2023年國會選區恆常檢討建立的新選區界限下，席位的增減情況，並與基於假設的結果進行比較。這些假設結果基於如果所有2019年的投票沒有變化，但按照新的選區界限重新劃分的情況。在英國，概念性的選舉結果通常是基於估算，常借助當地選舉結果的幫助來進行。因為英國的國會選舉投票計數並不會提供比整個選區更具體的數字。
由於人口增長率的差異，英格蘭的議席將重新分配：南英格蘭選區數目有所增加，而北英格蘭選區數目有減少。具體而言，西北英格蘭及東北英格蘭將各失去兩個議席，而東南英格蘭將增加七個議席，西南英格蘭則增加三個議席。根據預測，這種變化預計將對保守黨有利。基於這些新的選區邊界，即使選區名稱未變，但在2019年選區改變下，不同政黨將會贏得一些新的選區。例如，保守黨將會贏得西威勒爾和西北利茲，而不是工黨；相反地，工黨將會贏得帕德西和赫塢和米德爾頓，而不是保守黨。此外，前自由民主黨黨魁蒂姆·法隆所代表的威斯特莫蘭和朗斯代爾選區，現在在概念上是保守黨的席位。
在蘇格蘭，議席數目將從2019年的59個減少至57個。根據新的選區邊界，蘇格蘭國會議員的政黨組成如下：即便有兩個選區被解散，蘇格蘭民族黨仍將穩定在48個席位。蘇格蘭保守黨的席位數也將維持在6個。蘇格蘭工黨將保留2019年唯一的選區——南愛丁堡。若2019年大選依新選區進行，蘇格蘭自由民主黨將只會贏得兩個席位（西愛丁堡和奧克尼和昔得蘭），而非當年的四個，因為被擴大的選區選民數量將抵消他們的微弱優勢。
根據新的選區邊界，威爾斯的議席數目將從2019年的40個減至32個。威爾斯工黨將贏得18個席位，而非2019年的22個；威爾士保守黨將贏得12個席位，而不是14個。由於西威爾士農村選區的取消和合併，威爾斯黨將只贏得2個席位，而非4個。然而，某些保守黨最穩固的席位加入了更多支持工黨的地區，這些邊界變化預計會對保守黨構成挑戰。
在北愛爾蘭，更改結果與北愛爾蘭2019年大選的實際結果相同。

## 競選部署和過程

### 保守黨
經歷英國脫歐、派對門、2019冠狀病毒病疫情後的生活成本危機、2022年10月英国政府危机和一系列的國際衝突後，保守黨政府的民望和聲譽持續下跌；此外，保守黨內部的極右派系和溫和派系持續不和，使得黨內缺乏統一和凝聚力。在這樣的內部矛盾和外部壓力下，已執政14年的保守黨面臨著巨大挑戰。

有保守黨內部人士及議員指英國改革黨的崛起與鎅票和保守黨政府在民調大幅落後令他們聯想起1993年加拿大聯邦大選，那年加拿大總理金·坎貝爾的加拿大進步保守黨政府因不受歡迎和在加拿大改革黨的鎅票下而被克里田的加拿大自由黨擊敗，從156席減少至只有2席，並且被改革黨取代成為中右翼政黨的龍頭直到2003年兩黨合併成現今的加拿大保守黨。

時任首相辛偉誠宣布選舉日期

#### 大選擇日
當英國首相兼保守黨黨魁辛偉誠宣布將於7月4日舉行大選時，他不但未有與其內閣成員或黨內人士商討，亦曾經被保守黨競選總監艾薩克·萊維多警告有關決定並不妥當；而該黨的多名國會議員都對日子感到驚訝。
辛偉誠在公佈大選的講辭中提到，他選擇這個日期是因為他相信經濟正在改善，並且「通脹率下降和淨移民數字將進一步強化保守黨的『堅持計劃』選舉信息」。英國各大政黨都對這次大選的召開都表示歡迎。
儘管如此，辛偉誠的倉促決定令保守黨競選總部在戰略上和財務上都沒有做好準備，亦未安排好候選人和競選活動。由於多名保守黨國會議員在這次選舉中都面臨著失去議席的風險，他們認為需要更多的時間來重拾選民支持。

#### 兵役制度
2024年5月24日，保守黨建議設立一個皇家委員會，以考慮落實一種強制性的「國家兵役」制度。同年年5月26日，該黨黨魁辛偉誠在社交平台發文，宣布將推動恢復引入兵役制度。根據該黨的政策建議，18歲人士可接受為期12個月的全職軍事訓練，或選擇在1年時間內，每月有一個周末到國民保健署、消防部門、警隊等，進行共25天的義務社區服務。保守黨黨魁辛偉誠指計劃可讓年輕人向最優秀的人士學習，包括軍人、國民保健服務員工或消防部門人員，學習從網絡安全到領導能力的各項生活技能和回饋社區，「創造共同使命感，重新確立對我們國家的自豪感」。
這個新兵役制的建議在英國引起廣泛議論。內政大臣詹姆斯·克莱弗利接受傳媒查詢稱，拒絕參與者不會面臨刑事起訴，但參與為期一年軍訓者將獲得者報酬。

#### 「缺席諾曼第登陸」公關災難

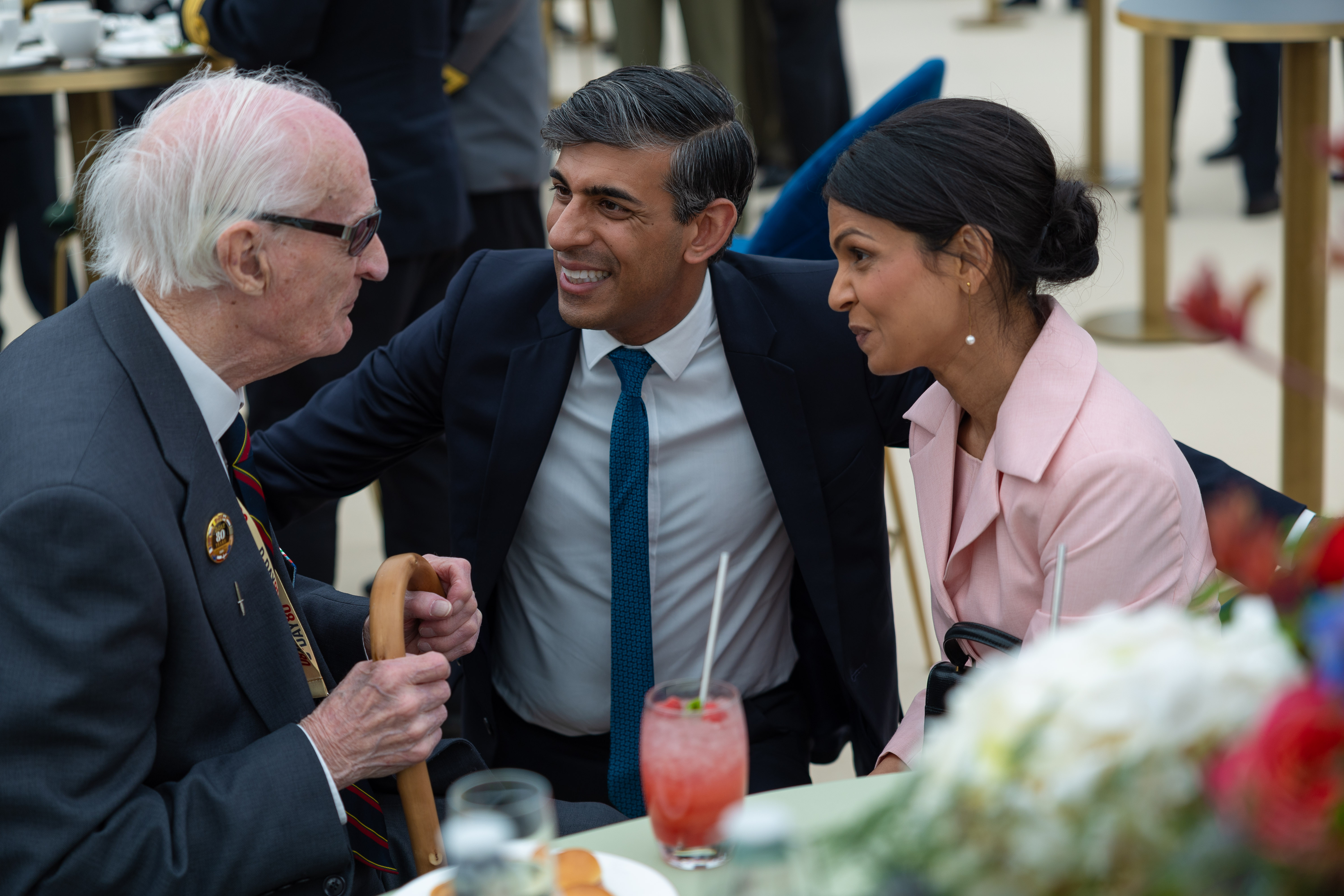
英國首相辛偉誠及他的妻子麥雅賢出席諾曼第登陸80週年紀念儀式

2024年6月6日，英國首相兼保守黨黨魁黨魁里希·苏纳克和工黨黨魁施紀賢出席了第二次世界大戰諾曼第登陸80週年紀念儀式。辛偉誠為了返回英國接受ITV電視網訪問，而選擇提早離開並缺席另一場有多國領袖出席的國際紀念活動，並由外交聯邦及發展事務大臣卡梅伦勳爵代為出席。
辛偉誠提前離開的舉措遭到廣泛負面迴響，引起來自政界、老兵甚至保守黨內部的批評。施紀賢在紀念活動期間與烏克蘭總統澤連斯基和英王查爾斯三世會面，並表示辛偉誠「必須對他的行為負責」。改革黨黨魁奈傑爾·法拉奇批評辛偉誠並不「愛國」及不了解英國的文化；有保守黨和工黨政客批評這些言論是對辛偉誠的種族攻擊，但奈傑爾·法拉奇否認了這一指控。
其後，辛偉誠三道道歉，表示不希望將政治凌駕於二戰盟軍士兵的貢獻。

#### 政綱公佈
2024年6月11日，黨魁里希·苏纳克公佈了保守黨的參選政綱，並以《清晰計劃、大膽行動、安全未來》為選舉口號。政綱的主要內容包括：
- 減色稅項：承諾將減輕納稅人的負擔。
- 取消印花稅：對首次購房者購買價值最高達42.5萬鎊的房屋，將免除印花稅。
- 擴展免費托兒：增加免費托兒服務的範圍。
- 擴展「幫助購房」計劃：持續支持首次置業人士。
- 增加教育和健康開支：承諾增撥資源於教育和國民保健服務。
- 增聘醫療人數：計劃招聘92,000名新護士及招聘28,000名新醫生。
- 國家兵役模式：引入新的國家兵役模式（英语：Conscription in the United Kingdom）。
- 學徒計劃：擴展學徒計劃和職業培訓。
- 基礎設施項目：簡化規劃系統以加快數位、交通和能源等基礎設施項目的進度。
- 海上風力發電：將英國的海上風力發電能力擴大三倍。
- 支持太陽能發展：推動太陽能發電項目。
- 綠色能源：支持海上風力和太陽能的發展。
- 基礎設施：加快數位、交通和能源基礎設施的發展。
- 增加警察招聘：計劃招聘8,000名警務人員。
- 人臉識別技術：推廣人臉識別技術以提高公共安全。
- 港人政策：承諾維持現有的BNO簽證政策；唯會按照各地的承受能力而引入配額，亦將會持續增加簽證費用[106][107][108]。

#### 「賭博門」醜聞
2024年6月12日，衛報披露時任英國首相政務私人秘書克萊格·威廉斯於同年5月19日（即辛偉誠宣布大選前3天），涉嫌使用內部消息對大選日期下賭注而被博弈委員會調查。其後，多間英國傳媒亦陸續披露多達15名保守黨國會議員候選人和黨內員工亦有作與大選相關的賭注而被調查，包括：
- 布里斯托西北選區保守黨候選人羅拉·桑德斯（英語：Laura Saunders）
- 希普利選區保守黨候選人菲利普·戴維斯爵士
- 保守黨首席數據官尼克·美臣（英語：Nick Mason）
- 保守黨競選主任東尼·李（英語：Tony Lee）

同年6月13日，時任外相兼前保守黨黨魁卡梅伦勳爵認為相關事件是基於一個「愚蠢的決定」。6月20日，黨魁辛偉誠對事件表示憤怒，並揚言會任何違法黨員將被趕出保守黨，但同時拒絕對涉案候選人亦暫停處分。但到6月25日，保守黨正式宣布將凍結桑德斯及戴維斯的黨籍，意味兩人將不獲黨支持餘下的競選活動。
工黨黨魁施紀賢抨擊辛偉誠未有即時凍結涉案人士的黨籍，而自由民主黨黨魁愛德·戴維亦對事件表示震驚。路透社指出，「賭博門」事件已經令保守黨民調下跌2百分點；加上選民在是次選舉相當重視政府誠信的議題，保守黨更難追上工黨所領先的民意支持度。

#### 「工黨的國會超級多數」
隨著競選期接近尾聲，保守黨選情仍然未見回轉跡象。多名黨內候選人亦開始採用較防守的競選策略，轉而攻擊工黨壓倒性贏取國會多數的弊處。保守黨已在網上選舉廣告列明保守黨有可能跌落第三大黨地位，警告選民不要讓工黨「為所欲為」。
2024年6月12日，時任國防大臣兼韋林哈特菲爾德選區保守黨候選人格蘭·夏普斯認為如果工黨贏得下議院的絕對多數議席，下屆政府將「不受制衡」。保守黨黨魁辛偉誠亦在一個李斯特郡的競選活動表示，工黨若贏得絕對多數只會開空頭支票，令稅務負擔提高。
前蘇格蘭工黨黨魁凱齊亞·杜格代爾認為，有關絕對多數的危險指控是毫無意義。工黨黨魁施紀賢亦表示，工黨贏取更多議席才能有效規劃制度的改革及改善經濟。
值得留意的是，英國下議院並不存在任何需要「絕對多數」的表決程序或憲制要求。政府研究所總裁認為，英國執政黨的有效多數與反對黨監察政府的成效並無關連；從歷史而言，監察效能反而依賴當屆政府的執政態度，例如內閣大臣會否接納對政府法案的修正案。反之，任何英國執政黨的有效多數可以反映其推動具爭議性政策的成效。
有評論認為，保守黨以「工黨超級多數」作噱頭，希望吸引其他小黨支持者去策略性轉投予保守黨候選人，從而增加勝算及減低大敗的可能性。然而，的六月底民意調查顯示該選舉口號未有令提升保守黨的支持度，反而激起更多選民支持工黨及改革黨。益普索研究總監認為有關噱頭反映保守黨已提早承認敗選，而倫敦瑪麗皇后大學政治學教授指出該選舉策略有可能導致保守黨選民失去投票動力或轉去支持改革黨。

### 工黨
由於普遍英國人民對保守黨長達14年的管治感到失望，選民亦開始將目光放向官方反對黨工黨。自2022年起，該黨不但在多場國會補選及地方選舉取得勝利，亦在民調中擁有領先優勢；工黨黨魁施紀賢爵士亦開始為是次大選作好準備，亦預備從保守黨手中奪回執政權。
從2023年開始，施紀賢開始改變工黨「花錢提高福利」的舊形象，並採用保守黨式的路線，努力塑造一個理智財政的工黨政府；他不但放棄了許多以往的左翼及進步主義政策承諾，包括廢除福利制度中的「兩孩限制」、增加富人稅、價值280億英鎊的「綠色繁榮計畫」公共投資等，亦表示他領導下的工黨政府將嚴格控制政府開支。雖然有關舉動引來批評，認為工黨正慢慢變成保守黨的模樣，但施紀賢亦表示該黨的政策須因應當時的經濟慘況而有所調整，以體現負責任的政治決定。
無論在競選期開始的前後，工黨在各大民意調查中遙遙領先保守黨超過20百分點；6月3日的YouGov民意調查顯示，工黨有望贏得壓倒性勝利，甚至超越前工黨首相貝理雅在1997年大選中的成就。在大選公告前，工黨黨魁施紀賢爵士聯同其影子內閣成員一直呼籲首相里希·苏纳克提前舉行大選。
2024年5月22日，在英國首相辛偉誠宣佈提前大選後，施紀賢亦發表競選宣言。他將「改變」作為核心競選口號，並表示英國的未來掌握在所有選民手中，稱「我們可以共同制止混亂，我們可以翻開新的一頁，我們可以開始重建英國」。
2024年5月23日，工黨黨魁施紀賢則在吉令罕和雷恩漢姆的普里斯特菲爾德球場（即基林漢足球俱樂部的主場）啟動了工黨的競選活動。

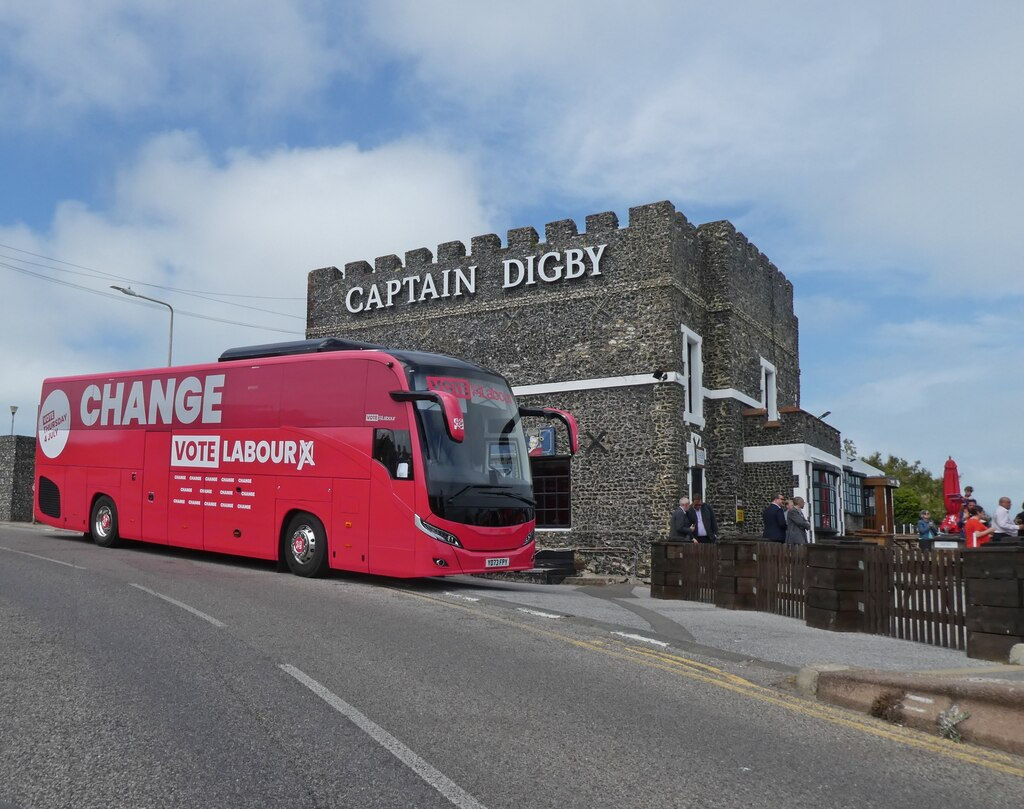
工黨的競選巴士停泊於根德郡的Captain Digby餐廳

#### 六大承諾
2024年5月16日，工黨黨魁施紀賢推出了該黨對選民的「承諾卡」，並列出其政綱的六個要點：
1. 穩定經濟狀況，並嚴守財政紀律。
2. 削減國民保健服務的輪候時間，並增加晚上和週末的診症時段。
3. 設立邊境保安指揮部，以打擊犯罪集團並加強邊境安全。
4. 設立公營的綠色能源公司「大英能源」，以降低電費並提升能源安全。
5. 打擊反社會行為，並增聘社區警察、提高犯罪罰則和建立一個青少年中心網絡。
6. 招聘六千五百名新教師以任教關鍵學科，為兒童的生活、工作和未來奠定基礎。

#### 候選人甄選風波
在本屆大選中，工黨曾經在選拔或競選過程中，有多次阻止或排除某些左翼派系及少數族裔的黨員參選而引發了爭議。英國首位黑人國會議員兼資深工黨黨員艾德雅指控其黨正進行一場「左翼殺戮」(Cull of Left-Wing)。
事源，艾德雅曾經當選為工黨國會議員，但因為於2023年發表「猶太人不會遭到歧視」的言論而被凍結黨籍；她於2024年5月26日聲稱被禁止以工黨候選人身份參選，但黨魁施紀賢及副黨魁韋雅蘭隨後澄清，她仍然可以自由參選。
前工黨黨魁郝爾彬亦有涉及其中：他於2020年回應英國平等及人權委員會處對工黨的反猶太主義投訴報告時，因表示有關問題被「嚴重誇大」而被凍結黨籍，並於2023年被黨魁施紀賢阻止參選。2024年5月24日，他宣布將以獨立候選人身份在伊斯靈頓北選區參選，因此被黨內自動開除黨籍。
2024年5月29日，青福德和伍德福德格林選區工黨參選人法伊扎·沙欣被指在社交平台讚賞涉及反猶太主義的貼文，而被工黨撤回競選支持。她對事件表示感到憤怒，並指控該黨正排除多名有色人士參選；其後她亦脫黨在原選區繼續參選。
英國廣播公司報道，超過50名工黨黨員因應今次風波而辭職，包括及多名競選員。他們表示工黨取消參選資格的方式「違反了自然正義或任何適當的正當程序」，是「不人道和有辱人格的行為」。時任財政大臣兼戈達爾明及阿什選區保守黨參選人侯俊偉表示「如果施紀賢不能處理艾德雅[的問題]，他到底要如何處理普京（即指俄羅斯）？」工黨黨魁施紀賢回應時，否認該黨有禁止左翼候選人參選，只稱他希望可以挑選「質素最好的候選人」。

#### 政綱公佈
2024年6月13日，工黨黨魁施紀賢於曼徹斯特正式公佈該黨的參選政綱，；政綱的主要內容包括：
- 財政：撤銷非居籍人士的稅務寬免，並不會調高薪俸稅、利得税、國民保險供款或增值稅的稅率
- 經濟：成立工業戰略委員會，制定制訂專注於英國優勢的長遠產業戰略
- 社區：預防暴力犯罪
- 投資：成立國家財富基金及大英能源，大力投資於製造業和綠色產業並創造65萬個職位
- 基建：制訂十年基建策略，加快興建科技設施及改善投資環境
- 就業：將最低工資全面改為生活工資，並取締零工時合約及「解僱再重聘」的舉措
- 教育：取消私立學校的20%增值稅豁免，以填補6,500個教師職位短缺並向所有小學學童提供免費早餐
- 醫療：要求國民保健署員工加班或是以津貼病人前往私營醫療機構，縮短市民輪候接受醫療服務時間
- 房屋：在5年內，使英國總建屋量達至150萬個單位；加快批出棕地和釋放低質綠化地帶土地，用於發展新市鎮
- 運輸：成立「大英鐵路」，陸續將鐵路業務國有化
- 工人新政：廢除保守黨制定的反工會法，強化工會權利，提高工資和工作條件
- 能源：成立「大英能源」，投資83億鎊於可再生能源，減少碳排放及減少依賴國外石油供應
- 移民：停止盧旺達計劃；成立新的邊境安全指揮部，利用反恐力量以打擊以小艇偷運人蛇的犯罪組織
- 國防：在財政可行情況下，陸續將國防開支佔國民生產總值的比率增至2.5%；尋求與歐盟達成新的安全協議
- 憲制：取消上議院的世襲貴族議席，並為所有上議院議員設立80歲退休年齡
- 權力下放：擴大地方自治
- 人權：降低投票年齡至16歲；訂立《種族平等法令》，禁止雙重歧視及保障少數族裔的權益
- 港人：支持BNO居英港人及英國國民（海外）簽證政策[151]

值得注意的是，今次是工黨首次在大選中提出粵語版的政綱。

### 自由民主黨
2024年5月23日，自由民主黨黨魁艾德·戴維在格洛斯特郡的車特咸開展自由民主黨的競選活動。

#### 政綱公佈
2024年6月10日，自由民主黨發布參選政綱，並以《爭取一個公平的承諾》作選舉口號 ，其中包括以下承諾：
- 在英格蘭推行免費個人護理（英语：National Care Service）
- 投資於國民保健服務，包括增加更多全科醫師
- 增加教育和兒童照護的資金，包括對低收入家庭兒童的補習保證
- 增加對公共服務的資助
- 進行稅制改革
- 在2045年實現淨零排放目標（比現時政府的2050年目標提前5年）
- 投資於綠色基礎設施、創新、全國培訓和技能，促進經濟增長
- 取消對子女免稅額（英语：Child tax credit）和統一福利救濟金（英语：Universal Credit）的「兩名子女」限制
- 推出終身技能補助金計劃，為成年人提供5000英鎊以提升其技能。
- 支持國會改革，承諾在英格蘭引入比例代表制來選舉國會議員和地方議員。
- 承諾限制政黨的捐款。
- 港人政策：支持香港人並例舉多項競選承諾，包括[162]：
  - 爭取放寬及完善現有的英國國民（海外）簽證計劃、以及繼續爭取英國國民（海外）護照持有者的權利
  - 在任期間，拓展現有資助計劃幫助持英國國民（海外）護照的居英港人融入英國

#### 「表現式」競選
在整個競選期間，英國傳媒的報道都聚焦在兩大黨的活動及言行上。作為第四大黨的自由民主黨，其黨魁艾德·戴維以他的創意噱頭為特色展開競選活動，到處「遊山玩水」吸引選民的注意。
2024年5月28日，戴宏在訪問溫德米爾期間從槳板摔下來，為了強調污水排放對河流和湖泊的影響。他承諾廢除水務監管局並引入新的水務監管機構來解決這一問題，並取消該公司行政總裁的獎金。
同年6月1日，戴宏在弗羅姆附近的Ultimate Slip N Slide 戶外設施使用其滑水道，以引起了兒童心理健康惡化的關注。同年7月2日，黨魁戴宏玩笨豬跳並高呼競選口號，為的就是希望選民踴躍投票。他稱很多選民對自由民主黨展現極大信心，會首次投給他們，所以自己也要做一些從未試過的事。
《每日郵報》報道，戴維的競選手法已經在網上吸引千禧世代和Z世代的關注，在社交媒體上成為無數個表情包和不可思議的新迷戀對象；有網民表示因此而考慮轉投予自由民主黨。但同時，有輿論批評這種搶眼球的手法既幼稚和不負責任。當被問及這些噱頭時，戴維回應：「政治家需要認真對待選民的關注和利益，但我不認為他們總是需要把自己看得那麼嚴肅，我很高興能享受一些樂趣。」

### 綠黨
英格蘭及威爾斯綠黨過去被視為較進步的左翼政黨，在社會正義、少數人權利、環境保護甚至以色列—哈馬斯戰爭存在反傳統的立場。過去該黨在大選中亦有不少人支持，但鑒於單議席單票制的選制，自2015年來只得1個議席。在今次大選中，綠黨揚言要為選民提供「真正的改變」，亦承諾會督促工黨在多個政策議題推行更大膽的變革。
2024年5月22日，綠黨黨魁卡拉·德尼尔及阿德里安·拉姆齊在布里斯托尔開展該黨的競選活動。黨魁卡拉·德尼尔表示，該黨將選舉目標定在取得4個議席上。
2024年6月12日，英格蘭及威爾斯綠黨公佈了綠黨的參選政綱，並以《真希望·真改變》作選舉口號，提出了一系列具體政策來應對當前的社會和環境挑戰。該政綱的主要內容包括：
- 增加對最高收入者的稅收：計劃每年籌集700億英鎊，以應對氣候變化並支持國民保健服務。
- 財富稅、碳稅和暴利稅：針對財富、碳排放和銀行超額利潤徵稅，以籌集資金並促進公平分配。
- 增加公共服務支出：承諾投入更多資金改善公共服務的質量和可及性。
- 提供免費個人護理：在英格蘭實行免費個人護理政策，以提高社會福利。
- 國有化鐵路：將鐵路系統重新收歸國有，提升運輸效率和服務質量。
- 國有化水務和能源：將水務和能源設施重新國有化，確保資源的可持續利用和公平分配。
- 加快獲得NHS牙科服務和全科醫生的速度：提高NHS牙科和全科醫生服務的可及性，減少民眾等待時間。
- 縮短醫院的候診名單：加速病人入院和治療的過程，減輕醫療系統壓力。
- 實現淨零排放：計劃在2040年前達到淨零排放，比政府目前的目標提前10年。
- 推動綠色社會：投資於綠色基礎設施和創新，推動可持續發展。
- 引入租金管制：通過租金控制措施來穩定住房市場，保護租戶利益。
- 推動經濟增長：通過綠色基礎設施、創新和技能培訓來促進經濟增長。
- 確保公平的社會政策：推動多元化、包容性和公平的政策，支持所有公民的福祉。

### 英國改革黨

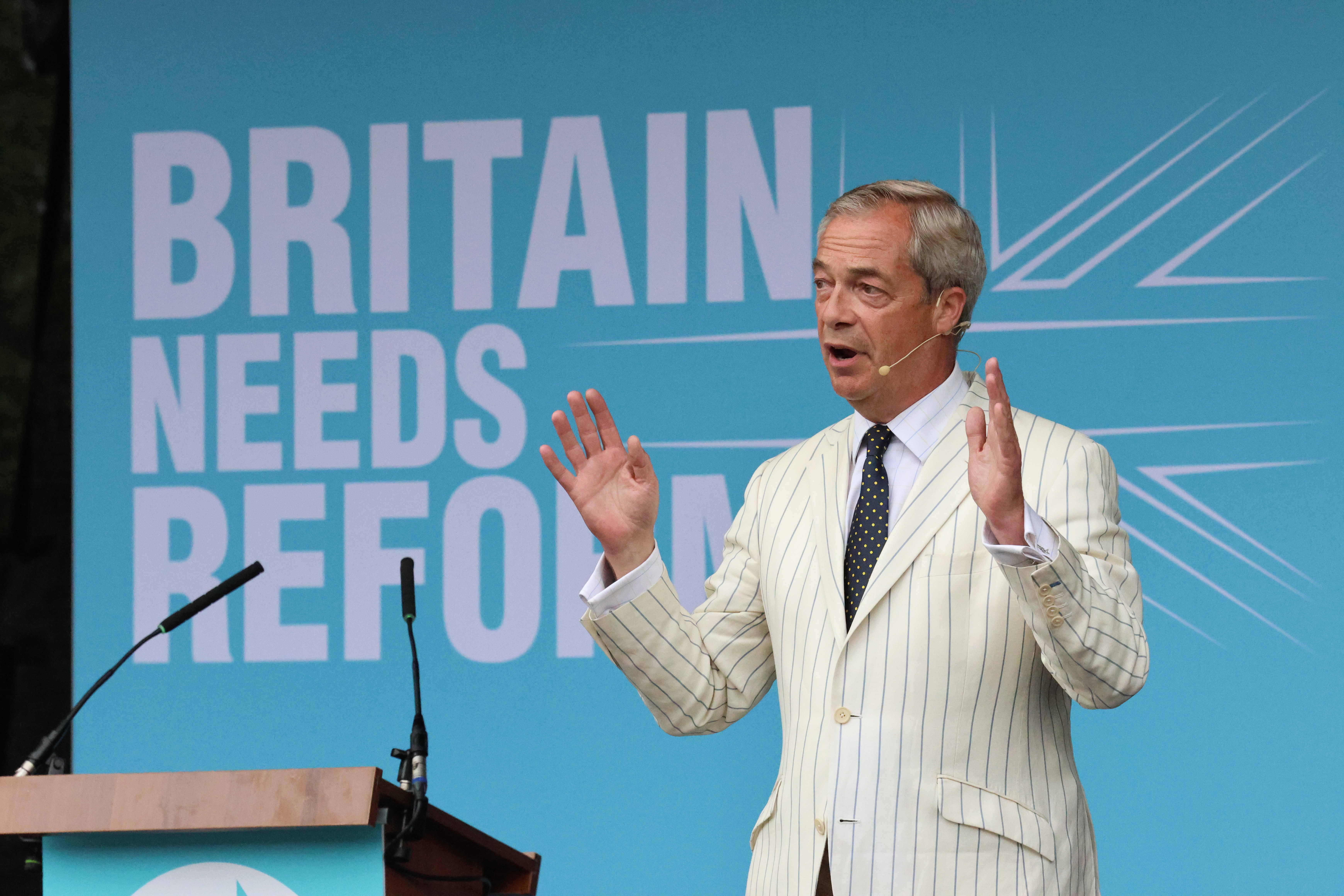
改革黨黨魁奈傑爾·法拉奇於Trago Mills的競選活動中發言

2024年3月，英國改革党宣布與北愛爾蘭的傳統統一之聲达成选举协议，双方将派出共同商定的候选人参加北爱尔兰选区的选举。改革党还宣布与英格蘭的社会民主党达成选举协议，后者是一个小众的社会保守主義政党。
2024年5月23日，時任改革黨黨魁理查·泰斯宣布該黨將派人到英格蘭、蘇格蘭和威爾士的630個選區參選，並表示這次選舉將會聚焦在移民問題上。
最初，該黨創辦人奈傑爾·法拉奇表示他不會參加選舉，並會積極協助改革黨的競選運動。然而，他在同年6月3日轉軚，宣布他將競逐克拉克頓選區的下議院議席，並且重新擔任改革黨黨魁，接替留任黨主席的理查德·泰斯。奈傑爾·法拉奇表示，他參選是不想令其支持者失望，並稱要推動一場「政治革命」。路透社報導，「回鍋」的奈傑爾·法拉奇令改革黨與保守黨的民意差距收窄至2個百分點，預料會減低保守黨的勝算。
2024年6月14日，黨魁奈傑爾·法拉奇表示他將會成為下任反對黨領袖，並預測改革黨會贏得超過600萬票。他說保守黨由於「在過去五年中大部分時間都在互相鬥爭，而不是為這個國家的利益而戰」，所以無法成為反對黨。他亦認為工黨將會成為下屆執政黨，但呼籲選民投票給改革黨，讓該黨成為下屆官方反對黨。

#### 「西方挑起俄羅斯入侵烏克蘭」言論爭議
2024年6月21日，改革黨黨魁奈傑爾·法拉奇出席英國廣播公司節目時表示，俄烏戰爭固然是普京的錯；但他認為歐盟和北約的擴張給予俄羅斯總統普京「藉口」來告訴俄羅斯人民指西方又來挑釁他們。隔日，他在《每日電訊報》發表文章，表示形容自己是國家主權的捍衛者，指普京入侵烏克蘭這個主權國家絕對有錯；同時強調他過去10年反覆表示西方國家正中普京下懷，給予對方藉口做他想做的事。
有關言論在英國都引起極大爭議及不滿：英國首相兼保守黨黨魁辛偉誠批評，奈傑爾·法拉奇的言論可恥，並指俄羅斯對入侵烏克蘭要負全責。工黨黨魁施紀賢則表示，任何代表國會的人都應非常清楚，俄羅斯是侵略者，普京負有責任；他指英國與烏克蘭同在，英國國會自俄烏戰爭爆發以來，一直在這個問題上發出一致的聲音。蘇格蘭民族黨黨魁約翰·斯文尼認為有關言論非常荒謬和危險，並認為他是英倫諸島人民和烏克蘭人民利益的叛徒。
同月27日，《中国日报》刊登前香港刑事檢控專員江樂士的署名文章。江樂士對改革黨表達正面支持及欣賞其對俄與抗衡北約立場，指出如果該黨當選，可以帶領英國站在歷史正確的一方。
《Euractiv》報道，奈傑爾·法拉奇發表有關的爭議性言論後，改革黨的支持度下跌3個百分點，而保守黨的支持度同時上升3個百分點。總監Rob Struthers表示，是次的爭議能讓保守黨有增添勝算的「一點曙光」。

#### 種族歧視爭議
2024年6月27日，第四台報道該台曾派記者「放蛇」加入英國改革黨競選團隊，拍到其中多名助選成員大談要向英倫海峽的偷渡者開槍，當他們是「練槍靶」，對話粗口橫飛，否定氣候變化、批評性小眾更以歧視南亞人字眼辱罵首相辛偉誠。英國改革黨拉票人員安德魯·柏克（英語：Andrew Parker）表示：「我們要把穆斯林都趕出去，把清真寺全改成連鎖酒館。我本來一直票投保守黨，但最煩的是該死的巴基攔坦（暗指英國首相辛偉誠）在位」。
本身是印度裔的保守黨黨魁辛偉誠隨即回應，稱該助選員的說話已經傷害他的一對女兒，亦表示憤怒；他批評英國改革黨風氣不端，該黨黨魁法拉奇應交代解釋。工黨黨魁施紀賢對事件表示震驚，認同有關助選員的說話具歧視性，並質問改革黨為何充斥不良的人選。
改革黨黨魁奈杰尔·法拉奇則即時切割，表示：「有社運者說了些挺不好聽的話，充滿偏見、非常錯誤。但要知道他只是個來幫忙的人，所有政黨都歡迎義工，有時就會有那樣的人。」同月28日，法拉奇現身英國廣播公司的電視辯論時，反而指控事件是設計做戲、蓄意抹黑，表明不會道歉。
同月29日，改革黨正式宣布將停止支持三名涉嫌使用歧視性或侮辱性用語的國會議員候選人，包括：
- 打比郡谷地選區改革黨候選人：愛德華‧奧肯福爾（英語：Edward Oakenfull）
- 班士利北選區改革黨候選人：羅伯特·洛馬斯（英語：Robert Lomas）
- 樂福德和修安東選區改革黨候選人：萊斯利·利利（英語：Leslie Lilley）

改革黨發言人強調即使上述人士成功當選，亦只會以獨立議員身份行事；但時，發言人亦表示任何改革黨支持者應票投予上述三名候選人。

### 蘇格蘭民族黨
在該屆大選前，蘇格蘭民族黨自身已經面對多重困難：不但新黨魁施榮禮在宣布大選時未上任夠一個月，該黨亦在蘇格蘭的17年長年管治已經引起眾多政策失誤及醜聞纏身，包括前黨魁施雅晴及其丈夫捲入挪用黨內資金。2024年4月的多份民調顯示，蘇格蘭工黨的支持度自2014年蘇格蘭獨立公投以來，首次超越蘇格蘭民族黨。
2024年5月23日，蘇格蘭民族黨黨魁施榮禮開展了該黨的競選活動。但同時，該黨的蘇格蘭議會議員兼前衛生及社會關懷大臣麥克爾·馬瑟遜的iPad門調查進展，令該黨的選情增添變數。
同月30日，時任蘇格蘭淨零及能源大臣兼蘇民黨蘇格蘭議會議員瑪麗·麥卡倫宣稱，只有該黨能為蘇格蘭提供重新加入歐盟的途徑，並將親歐主義視為該黨的競選核心。

### 其他黨派
不列顛工人黨
：黨魁喬治·蓋洛威則在阿什頓安德萊恩啟動了不列顛工人黨的競選活動。
 威爾斯黨：黨魁林·阿普约沃思在班戈啟動了威爾斯黨的競選。

## 各黨狀況

### 上屆國會議員分佈
| 政黨     | 政黨               | 國會議員人數 | 國會議員人數 | 國會議員人數 |
| 政黨     | 政黨               | 大選後       | 解散前       | 變動         |
| -------- | ------------------ | ------------ | ------------ | ------------ |
|          | 保守黨             | 365          | 344          | ▼ 21         |
|          | 工黨               | 202          | 205          | ▲ 3          |
|          | 蘇格蘭民族黨       | 48           | 43           | ▼ 5          |
|          | 自由民主黨         | 11           | 15           | ▲ 4          |
|          | 北愛爾蘭民主統一黨 | 8            | 7            | ▼ 1          |
|          | 新芬黨             | 7            | 7            | ━            |
|          | 威爾斯黨           | 4            | 3            | ▼ 1          |
|          | 社會民主工黨       | 2            | 2            | ━            |
|          | 阿爾巴黨           | N/A          | 2            | ▲ 2          |
|          | 英格蘭和威爾斯綠黨 | 1            | 1            | ━            |
|          | 北愛爾蘭聯盟黨     | 1            | 1            | ━            |
|          | 不列顛工人黨       | N/A          | 1            | ▲ 1          |
|          | 改革英國           | 0            | 1            | ▲ 1          |
|          | 下議院議長 (英國)  | 1            | 1            | ━            |
|          | 独立政治人物       | 0            | 17           | ▲ 17         |
| 法定人數 | 法定人數           | 650          | 650          | ━            |
| 實際總數 | 實際總數           | 639          | 638          | ▼ 1          |
| 空缺     | 空缺               | 0            | 0            | ━            |
| 有效多數 | 有效多數           | 87           | 40           | ▼ 43         |

### 候選人數目
| 政黨 | 政黨                   | 候選人數目 |
| ---- | ---------------------- | ---------- |
|      | 保守與統一黨           | 635        |
|      | 工黨                   | 631        |
|      | 自由民主黨             | 630        |
|      | 英國改革黨             | 609        |
|      | 英格蘭及威爾斯綠黨     | 574        |
|      | 不列顛工人黨           | 152        |
|      | 社會民主黨             | 122        |
|      | 蘇格蘭民族黨           | 57         |
|      | 合作黨                 | 48         |
|      | 蘇格蘭綠黨             | 44         |
|      | 遺產黨                 | 41         |
|      | 工聯主義和社會主義聯盟 | 40         |
|      | 威爾斯黨               | 32         |
|      | 約克郡黨               | 27         |
|      | 返歐黨                 | 26         |
|      | 英國獨立黨             | 24         |
|      | 基督教人民聯盟         | 22         |
|      | 官方妖怪狂歡發瘋黨     | 22         |
|      | 阿爾巴黨               | 19         |
|      | 北愛爾蘭聯盟黨         | 18         |
|      | 社會民主工黨           | 18         |
|      | 阿爾斯特統一黨         | 17         |
|      | 民主統一黨             | 16         |
|      | 婦女黨                 | 16         |
|      | 蘇格蘭家庭黨           | 16         |
|      | 不列顛共產黨           | 14         |
|      | 新芬黨                 | 14         |
|      | 傳統統一之聲           | 14         |

## 選舉論壇

### 電子傳媒
| 6月3日  | 21:00 | 22:30 | 蘇格蘭電視台 | Colin Mackay        | 格拉斯哥 | 蘇格蘭主要政黨黨魁     | 待公布 | 道格拉斯·羅斯   | 阿納斯·薩瓦爾 | 約翰·斯文尼 | 亞歷·高咸頓 | 未                 | 未              | 未            |
| 6月4日  | 21:00 | 22:10 | 獨立電視網   | Julie Etchingham    | 索爾福德 | 英國兩大黨黨魁         | 4.8    | 辛偉誠          | 施紀賢        | 未          | 未          | 未                 | 未              | 未            |
| 6月7日  | 19:30 | 21:00 | 英國廣播公司 | 米莎·侯賽因         | 倫敦     | 英國主要政黨           | 3.2    | 莫佩琳          | 韋雅蘭        | 樊士勳      | 黛絲·庫珀   | 林·阿普约沃思      | 卡拉·丹尼爾     | 奈傑爾·法拉奇 |
| 6月11日 | 20:00 | 21:00 | BBC蘇格蘭    | Stephen Jardine     | 格拉斯哥 | 蘇格蘭主要政黨黨魁     | 待公布 | 道格拉斯·羅斯   | 阿納斯·薩瓦爾 | 約翰·斯文尼 | 亞歷·高咸頓 | 未                 | 洛娜·斯萊特     | 未            |
| 6月12日 | 19:30 | 21:00 | 天空新聞台   | Beth Rigby          | 甘士比   | 英國兩大黨黨魁         | 待公布 | 辛偉誠          | 施紀賢        | 未          | 未          | 未                 | 未              | 未            |
| 6月13日 | 20:30 | 22:10 | 獨立電視網   | Julie Etchingham    | 索爾福德 | 英國主要政黨           | 2.1    | 莫佩琳          | 韋雅蘭        | 樊士勳      | 黛絲·庫珀   | 林·阿普约沃思      | 卡拉·丹尼爾     | 奈傑爾·法拉奇 |
| 6月16日 | 20:00 | 22:00 | ITV威爾斯    | Adrian Masters      | 卡迪夫   | 威爾斯主要政黨         | 待公布 | 戴德瑋          | 施芸祖        | 未          | 未          | 莉茲·沙維爾·羅伯茨 | 未              | 未            |
| 6月20日 | 20:00 | 22:00 | 英國廣播公司 | Fiona Bruce         | 約克     | 英國下議院四大政黨黨魁 | 待公布 | 辛偉誠          | 施紀賢        | 約翰·斯文尼 | 愛德·戴維   | 未                 | 未              | 未            |
| 6月21日 | 19:00 | 20:00 | BBC威爾斯    | Bethan Rhys Roberts | 卡迪夫   | 威爾斯主要政黨黨魁     | 待公布 | 馬儂·安東尼亞奇 | 禾恩·基廷     | 未          | 珍尼·杜茲   | 林·阿普约沃思      | 未              | 奧利華·劉易斯 |
| 6月24日 | 17:30 | 19:00 | 太陽報       | Harry Cole          | 倫敦     | 英國兩大黨黨魁         | 待公布 | 辛偉誠          | 施紀賢        | 未          | 未          | 未                 | 未              | 未            |
| 6月24日 | 19:00 | 19:30 | BBC威爾斯    | Bethan Rhys Roberts | 卡迪夫   | 威爾斯小黨黨魁         | 待公布 | 未              | 未            | 未          | 未          | 林·阿普约沃思      | 未              | 未            |
| 6月26日 | 20:15 | 21:30 | 英國廣播公司 | 米莎·侯賽因         | 諾定咸   | 英國兩大黨黨魁         | 待公布 | 辛偉誠          | 施紀賢        | 未          | 未          | 未                 | 未              | 未            |
| 6月28日 | 20:00 | 21:00 | 英國廣播公司 | Fiona Bruce         | 伯明翰   | 英國下議院小黨黨魁     | 待公布 | 未              | 未            | 未          | 未          | 未                 | 艾德里安·藍姆塞 | 奈傑爾·法拉奇 |

| 6月23日 | 20:00 | 21:00 | UTV電視台   | Vicki Hawthorne | 貝爾法斯特 | 待公布 | 約翰·費紐肯 | 加文·羅賓遜 | 内奥米·郎 | 羅比·巴特勒 | 葛倫·伊斯活特 |
| 6月27日 | 21:00 | 22:00 | BBC北愛爾蘭 | Tara Mills      | 貝爾法斯特 | 待公布 | 基斯·赫澤德 | 加文·羅賓遜 | 内奥米·郎 | 羅比·巴特勒 | 葛倫·伊斯活特 |

### 民間團體

#### 香港監察
2024年6月15日，香港監察與和Vote for Hong Kong於倫敦蕭敦區合辦「英國大選・選前BNO論壇」，鼓勵當地港人與該區的國會議員候選人會面，並了解英國各個政黨的立場。
| 日期    | 時間        | 地點                | 選區           | 出席者                | 不在席者                                                                        |
| ------- | ----------- | ------------------- | -------------- | --------------------- | ------------------------------------------------------------------------------- |
| 6月15日 | 18:30-20:00 | 倫敦蕭敦區 三一教堂 | 卡蘇頓及窩寧頓 | 自由民主黨： 工黨：   | 工人黨 ： 保守黨：埃利奧特·科爾本 改革黨： 基督教人民聯盟： 綠黨： 社會民主黨： |
| 6月15日 | 18:30-20:00 | 倫敦蕭敦區 三一教堂 | 蕭敦及奇姆     | 自由民主黨： 保守黨： | 無黨籍： 綠黨： 改革黨： 工黨：                                                 |

#### 雷丁香港人社區中心
2024年6月22日，雷丁香港人社區中心與香港商匯於雷丁合辦「6.22雷丁香港人社區中心X候選人論壇」，邀請雷丁主要國會選區的候選人親身到場與當地港人交流。
| 日期    | 地點        | 時間             | 選區                                  | 出席者                                   | 不在席者 |
| ------- | ----------- | ---------------- | ------------------------------------- | ---------------------------------------- | -------- |
| 6月22日 |             | 12:00-12:45      | 布拉克內爾                            | 自由民主黨： 保守黨： 工黨：             | 不適用   |
| 6月22日 | 12:45-13:45 | 雷丁西及中伯克郡 | 自由民主黨： 無黨籍： 保守黨： 工黨： | 綠黨： 改革黨： 無黨籍：                 |          |
| 6月22日 | 14:15-15:00 | 雷丁中           | 綠黨： 自由民主黨： 無黨籍： 保守黨： | 工黨： 工聯主義和社會主義聯盟： 改革黨： |          |
| 6月22日 | 15:00-16:00 | 爾利及伍德利     | 保守黨： 工黨： 自由民主黨：          | 綠黨： 社會民主黨：                      |          |
| 6月22日 | 16:00-16:30 | 禾京咸           | 保守黨： 自由民主黨： 改革黨：        | 綠黨： 工黨：                            |          |

#### 香城結社
2024年6月22日，香城結社（Wee Union HK in Scotland）在格拉斯哥舉辦「WUHK港人聚會-選舉論壇」，邀請蘇格蘭其中五個主要政黨代表參考與港僑的論壇。
| 日期    | 時間        | 地點                                               | 構成國 | 出席者                                                                | 不在席者              |
| ------- | ----------- | -------------------------------------------------- | ------ | --------------------------------------------------------------------- | --------------------- |
| 6月22日 | 17:30-22:00 | 格拉斯哥玫瑰街21號 Garnethill Multicultural Centre | 苏格兰 | 苏格兰民族党 ： · 阿爾巴黨： · 工黨：、 · 自由民主黨： · 蘇格蘭綠黨： | 保守黨代表 改革黨代表 |

#### 
2024年6月18日，Vote for Hong Kong在修咸頓舉辦「修咸頓香港人大選論壇」，邀請了修咸頓三個選區的候選人出席；最後有5位來自不同黨派的候選人或代表出席，並有約數十個香港人到場了解。大會安排了兩條港人關心的問題給各候選人回答。

#### 列斯手足連線 HongKongers in Leeds
2024年6月，組織在大選期間以影片方式質詢區內參選人有關在英港胞的立場。

## 民意調查及預測

### 議席預測
| 來源               | 日期   | 保守黨   | 工黨   | 自民黨 | SNP | 威爾斯黨 | 綠黨 | 改革黨 | 其它 | 總體結果        |   |   |    |                 |
| ------------------ | ------ | -------- | ------ | ------ | --- | -------- | ---- | ------ | ---- | --------------- | - | - | -- | --------------- |
| 來源               | 日期   | 经济学人 | 6月7日 | 182    | 394 | 22       | 24   | 2      | 其它 | 總體結果        | 1 | 0 | 19 | 工黨絕對多數138 |
| Electoral Calculus | 6月7日 | 76       | 472    | 60     | 16  | 3        | 2    | 1      | 20   | 工黨絕對多數294 |   |   |    |                 |
| ElectionMapsUK     | 6月8日 | 101      | 451    | 59     | 13  | 4        | 2    | 1      | 19   | 工黨絕對多數252 |   |   |    |                 |
| 金融時報           | 6月7日 | 139      | 443    | 32     | 14  | 2        | 1    | 0      | 19   | 工黨絕對多數236 |   |   |    |                 |
| 新政治家           | 6月8日 | 86       | 456    | 64     | 20  | 3        | 1    | 1      | 19   | 工黨絕對多數262 |   |   |    |                 |
| YouGov             | 6月3日 | 140      | 422    | 48     | 17  | 2        | 2    | 0      | 19   | 工黨絕對多數194 |   |   |    |                 |
| Elections etc      | 6月7日 | 75       | 475    | 61     | 16  | 3        | 2    | 0      | 19   | 工黨絕對多數300 |   |   |    |                 |

| 來源               | 日期    | 保守黨   | 工黨    | 自民黨 | SNP | 威爾斯黨 | 綠黨 | 改革黨 | 其它 | 總體結果        |   |   |    |                 |
| ------------------ | ------- | -------- | ------- | ------ | --- | -------- | ---- | ------ | ---- | --------------- | - | - | -- | --------------- |
| 來源               | 日期    | 经济学人 | 6月20日 | 184    | 383 | 23       | 28   | 2      | 其它 | 總體結果        | 1 | 0 | 19 | 工黨絕對多數116 |
| 金融時報           | 6月19日 | 97       | 459     | 51     | 21  | 2        | 1    | 0      | 19   | 工黨絕對多數268 |   |   |    |                 |
| 新政治家           | 6月20日 | 101      | 437     | 63     | 22  | 3        | 1    | 4      | 19   | 工黨絕對多數224 |   |   |    |                 |
| YouGov             | 6月19日 | 108      | 425     | 67     | 20  | 4        | 2    | 5      | 0    | 工黨絕對多數198 |   |   |    |                 |
| 益普索             | 6月18日 | 115      | 453     | 38     | 15  | 4        | 3    | 3      | 1    | 工黨絕對多數256 |   |   |    |                 |
| Savanta            | 6月19日 | 53       | 516     | 50     | 8   | 4        | 1    | 0      | 0    | 工黨絕對多數380 |   |   |    |                 |
| 新政治家           | 6月22日 | 96       | 435     | 63     | 24  | 3        | 4    | 6      | 1    | 工黨絕對多數238 |   |   |    |                 |
| Electoral Calculus | 6月21日 | 76       | 457     | 66     | 22  | 4        | 2    | 3      | 2    | 工黨絕對多數264 |   |   |    |                 |

### 票站調查
三大英國傳媒英國廣播公司、獨立電視新聞及天空新聞台委託益普索所進行的票站調查顯示，工黨將會在今次大選中取得壓倒性勝利，贏得410席；而保守黨將面臨自1823年創黨而來的最壞選舉成績，取得133席。若然調查結果屬實，工黨黨魁施紀賢將成為新任英國首相，而英國將自2010年再次發生政黨輪替。
該票站調查亦預測其他政黨亦有議席進帳：自由民主黨將贏到62席而重回第三大黨地位，首次參選的改革黨亦將得到13席，綠黨亦會有2席。反之，蘇格蘭民族黨只將贏得10席，退居英國下議院第五大黨。
| 政黨                | 政黨         | 議席 | 差別  |
| ------------------- | ------------ | ---- | ----- |
|                     | 工黨         | 410  | ▲ 208 |
|                     | 保守黨       | 131  | ▼ 234 |
|                     | 自由民主黨   | 61   | ▲ 50  |
|                     | 改革黨       | 13   | ▲ 13  |
|                     | 蘇格蘭民族黨 | 10   | ▼ 38  |
|                     | 威爾斯黨     | 4    | ━ 0   |
|                     | 綠黨         | 2    | ▲ 1   |
|                     | 其他黨派     | 19   | ━     |
| 170席的工黨絕對多數 |              |      |       |

## 選舉結果及總結
以下的選舉結果中，下議員議長的議席亦計算在工黨議席內。

### 議席分佈一覽
| 政党 | 工黨         | 保守黨       | 自由民主黨  | 蘇格蘭民族黨 | 新芬黨         | 改革黨        | 民主统一党  | 綠黨                        | 威爾斯黨      |
| 政党 |              |              |             |              |                |               |             |                             |               |
| 黨魁 | 施紀賢       | 里希·苏纳克  | 愛德·戴維   | 約翰·斯文尼  | 瑪麗·盧·麥當勞 | 奈傑爾·法拉奇 | 加文·羅賓遜 | 卡拉·丹尼爾 阿德里安·拉姆齊 | 林·阿普约沃思 |
| 黨魁 |              |              |             |              |                |               |             |                             |               |
| 选票 | 9,704,655    | 6,827,311    | 3,519,199   | 724,758      | 210,891        | 4,117,221     | 172,058     | 1,841,888                   | 194,811       |
| 选票 | 33.7%        | 23.7%        | 12.2%       | 2.5%         | 0.7%           | 14.3%         | 0.6%        | 6.4%                        | 0.7%          |
| 席位 | 412 (63.38%) | 121 (18.46%) | 72 (10.92%) | 9 (1.38%)    | 7 (1.08%)      | 5 (0.77%)     | 5 (0.77%)   | 4 (0.62%)                   | 4 (0.62%)     |
| 席位 | 412 / 650    | 121 / 650    | 72 / 650    | 9 / 650      | 7 / 650        | 5 / 650       | 5 / 650     | 4 / 650                     | 4 / 650       |

### 選後議席
| 121    | 45   | 72         | 412  |
| 保守黨 | 其他 | 自由民主黨 | 工黨 |

### 各黨派得票及議席變化
政黨席次率
政黨得票率
|                      |                      |                             |            |      |        |        |        |      |            |       |        |  |  |  |
| 政黨                 | 政黨                 | 黨魁                        | 候選人數目 | 議席 | 議席   | 議席   | 議席   | 議席 | 票數       | 票數  | 票數   |  |  |  |
| 政黨                 | 政黨                 | 黨魁                        | 候選人數目 | 總數 | 新增   | 失去   | ±      | %    | 總數       | %     | ±      |  |  |  |
|                      | 工黨                 | 基尔·斯塔默                 | 631        | 411  | 218    | 7      | ▲211   | 63.2 | 9,704,655  | 33.69 | ▲1.6   |  |  |  |
|                      | 保守黨               | 里希·蘇納克                 | 635        | 121  | 1      | 252    | ▼251   | 18.6 | 6,827,311  | 23.7  | ▼19.9  |  |  |  |
|                      | 自由民主黨           | 愛德·戴維                   | 630        | 72   | 64     | 0      | ▲64    | 11.1 | 3,519,199  | 12.22 | ▲0.7   |  |  |  |
|                      | 蘇格蘭民族黨         | 約翰·斯文尼                 | 57         | 9    | 1      | 40     | ▼39    | 1.4  | 724,758    | 2.52  | ▼1.3   |  |  |  |
|                      | 新芬黨               | 瑪麗·盧·麥當勞              | 14         | 7    | 0      | 0      | ━      | 1.1  | 210,891    | 0.73  | ▲0.1   |  |  |  |
|                      | 改革黨               | 奈傑爾·法拉奇               | 609        | 5    | 5      | 0      | ▲5     | 0.8  | 4,117,221  | 14.29 | ▲12.3  |  |  |  |
|                      | 民主統一黨           | 加文·羅賓遜                 | 16         | 5    | 0      | 3      | ▼3     | 0.8  | 172,058    | 0.6   | ▼0.2   |  |  |  |
|                      | 英格蘭及威爾斯綠黨   | 卡拉·丹尼爾 阿德里安·拉姆齊 | 574        | 4    | 3      | 0      | ▲3     | 0.6  | 1,841,888  | 6.39  | ▲3.8   |  |  |  |
|                      | 威爾斯黨             | 林·阿普约沃思               | 32         | 4    | 2      | 0      | ▲2     | 0.6  | 194,811    | 0.68  | ▲0.2   |  |  |  |
|                      | 不列顛工人黨         | 喬治·蓋洛威                 | 152        | 0    | 0      | 0      | ▼1     | 0.0  | 210,194    | 0.73  | ▲0.73  |  |  |  |
|                      | 英國社民黨           | 威廉·克勞斯頓               | 122        | 0    | 0      | 0      | ━      | 0.0  | 33,811     | 0.12  | ▲0.1   |  |  |  |
|                      | 蘇格蘭綠黨           | 帕特里克·哈維 洛娜·斯萊特   | 44         | 0    | 0      | 0      | ━      | 0.0  | 92,685     | 0.32  | ▲0.2   |  |  |  |
|                      | 阿爾巴黨             | 亞歷克斯·薩孟德             | 19         | 0    | 0      | 0      | ▼2     | 0.0  | 11,784     | 0.04  | ▲0.04  |  |  |  |
|                      | 北愛爾蘭聯盟黨       | 內奧米·郎                   | 18         | 1    | 1      | 1      | ━      | 0.2  | 117,191    | 0.41  | ━      |  |  |  |
|                      | 社會民主工黨         | 科勒姆·伊斯特伍德           | 18         | 2    | 0      | 0      | ━      | 0.3  | 86,861     | 0.3   | ▼0.1   |  |  |  |
|                      | 阿爾斯特統一黨       | 道格·比蒂                   | 17         | 1    | 1      | 0      | ▲1     | 0.2  | 94,779     | 0.33  | ━      |  |  |  |
|                      | 遺產黨               | 大衛·庫爾滕                 | 41         | 0    | 0      | 0      | ━      | 0.0  | 6,597      | 0.02  | ━      |  |  |  |
|                      | 傳統統一之聲         | 吉姆·阿利斯特               | 14         | 1    | 不適用 | 不適用 | 不適用 | 0.1  | 48,685     | 0.17  | 不適用 |  |  |  |
|                      | 工會和社會主義聯盟   | 戴夫·內利斯特               | 40         | 0    | 不適用 | 不適用 | 不適用 | 0.0  | 12,562     | 0.04  | 不適用 |  |  |  |
|                      | 約郡黨               | 安迪·沃克                   | 27         | 0    | 0      | 0      | ━      | 0.0  | 17,227     | 0.06  | ━      |  |  |  |
|                      | 返歐黨               | 布蘭登·奧唐納利             | 26         | 0    | 0      | 0      | ━      | 0.0  | 9,245      | 0.03  | ━      |  |  |  |
|                      | 英國獨立黨           | 尼克·坦科尼                 | 24         | 0    | 0      | 0      | ━      | 0.0  | 6,530      | 0.02  | ▼0.1   |  |  |  |
|                      | 基督教人民聯盟       | 西德尼·科德爾               | 22         | 0    | 0      | 0      | ━      | 0.0  | 5,604      | 0.02  | ━      |  |  |  |
|                      | 官方妖怪狂歡發瘋黨   | 嚎叫霍普                    | 22         | 0    | 0      | 0      | ━      | 0.0  | 5,814      | 0.02  | ━      |  |  |  |
|                      | 婦女黨               | 凱莉-傑伊·基恩-明舒爾       | 16         | 0    | 不適用 | 不適用 | 不適用 | 0.0  | 5,077      | 0.02  | ▲0.02  |  |  |  |
|                      | 蘇格蘭家庭黨         | 理查·盧卡斯                 | 16         | 0    | 0      | 0      | ━      | 0.0  | 5,425      | 0.02  | ━      |  |  |  |
|                      | 英國民主黨           | 羅賓·蒂爾布魯克             | 15         | 0    | 0      | 0      | ━      | 0.0  | 5,182      | 0.02  | ━      |  |  |  |
|                      | 不列顛共產黨         | 罗伯特·格里菲斯             | 14         | 0    | 不適用 | 不適用 | 不適用 | 0.0  | 2,622      | 0.01  | 不適用 |  |  |  |
|                      | 氣候黨               | 埃德蒙·傑梅爾               | 13         | 0    | 0      | 0      | ━      | 0.0  | 1,967      | 0.01  | ━      |  |  |  |
|                      | 自由黨               | 史蒂夫·拉德福德             | 12         | 0    | 0      | 0      | ━      | 0.0  | 6,375      | 0.02  | ━      |  |  |  |
|                      | 社会主义工党         | 亞瑟·斯卡吉爾               | 12         | 0    | 0      | 0      | ━      | 0.0  | 3,609      | 0.01  | ━      |  |  |  |
|                      | 北愛爾蘭綠黨         | 瑪律·奧哈拉                 | 11         | 0    | 0      | 0      | ━      | 0.0  | 8,692      | 0.03  | ━      |  |  |  |
|                      | 北愛爾蘭團結         | 皮達爾·托賓                 | 10         | 0    | 0      | 0      | ━      | 0.0  | 7,466      | 0.03  | ━      |  |  |  |
|                      | 人民先於利潤         | 集体领导                    | 3          | 0    | 0      | 0      | ━      | 0.0  | 8,438      | 0.03  | ━      |  |  |  |
| 獨立（無黨派）候選人 | 獨立（無黨派）候選人 | 獨立（無黨派）候選人        | 459        | 6    | 6      | 0      | ▲6     | 0.9  | 564,243    | 1.96  | ▲1.4   |  |  |  |
| 無效票               | 無效票               | 無效票                      |            |      |        |        |        |      | 待定       | —     | —      |  |  |  |
| 總共                 | 總共                 | 總共                        | 4515       | 650  | 不適用 | 不適用 | 0      | 100  | 28,805,931 | 100   | 0.0    |  |  |  |
| 登記選民和投票率     | 登記選民和投票率     | 登記選民和投票率            |            |      |        |        |        |      | 48,214,128 | 59.75 | 待定   |  |  |  |

### 按構成國及區域的議席分佈

#### 英格蘭區域
|                      |      |      |        |            |        |      |        |  |  |  |  |
| 區域                 | 席次 |      |        |            |        |      |        |  |  |  |  |
| 區域                 | 席次 | 工黨 | 保守黨 | 自由民主黨 | 改革黨 | 綠黨 | 無黨籍 |  |  |  |  |
| 東英格蘭 (詳情)      | 61   | 27   | 23     | 7          | 3      | 1    | 0      |  |  |  |  |
| 東密德蘭 (詳情)      | 47   | 29   | 15     | 0          | 2      | 0    | 0      |  |  |  |  |
| 大倫敦 (詳情)        | 75   | 59   | 9      | 6          | 0      | 0    | 1      |  |  |  |  |
| 東北英格蘭 (詳情)    | 27   | 26   | 1      | 0          | 0      | 0    | 0      |  |  |  |  |
| 西北英格蘭 (詳情)    | 73   | 65   | 3      | 3          | 0      | 0    | 2      |  |  |  |  |
| 東南英格蘭 (詳情)    | 91   | 36   | 30     | 24         | 0      | 1    | 0      |  |  |  |  |
| 西南英格蘭 (詳情)    | 58   | 24   | 11     | 22         | 0      | 1    | 0      |  |  |  |  |
| 西密德蘭 (詳情)      | 57   | 38   | 15     | 2          | 0      | 1    | 1      |  |  |  |  |
| 約克郡和亨伯 (詳情)  | 54   | 43   | 9      | 1          | 0      | 0    | 1      |  |  |  |  |
| 英格蘭 (總共) (詳情) | 543  | 347  | 116    | 65         | 5      | 4    | 5      |  |  |  |  |

#### 蘇格蘭
|               |      |      |              |            |        |      |          |        |        |  |  |
| 構成國        | 席次 |      |              |            |        |      |          |        |        |  |  |
| 構成國        | 席次 | 工黨 | 蘇格蘭民族黨 | 自由民主黨 | 保守黨 | 綠黨 | 阿爾巴黨 | 改革黨 | 無黨籍 |  |  |
| 蘇格蘭 (詳情) | 57   | 37   | 9            | 6          | 5      | 0    | 0        | 0      | 0      |  |  |

#### 威爾斯
|               |      |      |          |            |        |        |      |        |  |  |  |
| 構成國        | 席次 |      |          |            |        |        |      |        |  |  |  |
| 構成國        | 席次 | 工黨 | 威爾斯黨 | 自由民主黨 | 保守黨 | 改革黨 | 綠黨 | 無黨籍 |  |  |  |
| 威爾斯 (詳情) | 32   | 27   | 4        | 1          | 0      | 0      | 0    | 0      |  |  |  |

#### 北愛爾蘭
|                 |      |        |            |              |        |                |              |        |  |  |  |
| 構成國          | 席次 |        |            |              |        |                |              |        |  |  |  |
| 構成國          | 席次 | 新芬黨 | 民主統一黨 | 社会民主工党 | 聯盟黨 | 阿爾斯特統一黨 | 傳統統一之聲 | 無黨籍 |  |  |  |
| 北愛爾蘭 (詳情) | 18   | 7      | 5          | 2            | 1      | 1              | 1            | 1      |  |  |  |

### 爭取連任失敗的內閣大臣及影子內閣大臣
| 政黨   | 國會議員        | 前座職務               |
| ------ | --------------- | ---------------------- |
| 保守黨 | 莫佩琳          | 下議院領袖             |
| 保守黨 | 喬芝蘭          | 教育大臣               |
| 保守黨 | 夏博思          | 國防大臣               |
| 保守黨 | 卓傲山          | 司法大臣               |
| 保守黨 | 方惠珊          | 文化傳媒及體育大臣     |
| 保守黨 | 唐萃蘭          | 科學創新及科技大臣     |
| 保守黨 | 彭雅婷          | 英格蘭及威爾斯檢察總長 |
| 保守黨 | 戴德瑋          | 威爾斯事務大臣         |
| 保守黨 | 夏萬恒          | 運輸大臣               |
| 工黨   | 桑厄姆·德博奈尔 | 影子文化傳媒及體育大臣 |
| 工黨   | 喬納森·阿什沃斯 | 影子財政部主計長       |

## 選後分析

各選區結果（等面積投影）

工黨和保守黨在各英格蘭區域及其他構成國的得票結果

每個選區的最高票落敗者之黨籍

這次選舉的投票率為60%，是自1885年以來的第二低，僅次於2001年的59%。
工黨自1997年再次取得壓倒性勝利，保守黨則遭遇了歷史性挫敗。施紀賢成為兩年內的第四位英國首相。然而，工黨的得票率低於2017年大選（40.3%）。由於今次工黨是自1832年大選以來所有執政黨中得票率最低的，記者弗雷澤·尼爾森將工黨的選舉勝利描述為「波坦金式的壓倒性勝利」。《衛報》在社論中稱選舉結果為即將上任的工黨政府帶來了「選舉合法性危機」。
值得注意的是，多個工黨候選人所贏得的選區結果顯示，保守黨受到改革黨的鎅票效應而令工黨「漁人得利」。有分析認為，工黨的勝利應歸功於英國選民對執政保守黨的極度不滿。
保守黨在此次大選中遭遇創黨以來的最大慘敗，有達12名內閣成員丟失議席，包括前首相卓慧思、國防大臣夏博思、下議院領袖莫佩琳、教育大臣喬芝蘭、司法大臣卓傲山、文化傳媒及體育大臣方惠珊、運輸大臣夏萬恒、科學創新及科技大臣唐萃蘭、威爾斯事務大臣戴德瑋、檢察總長彭雅婷及退伍軍人事務國務大臣麥忠義等人。這是英國史上最多內閣大臣敗選的大選紀錄。
自由民主黨取得了顯著的進展，席位數量達到歷史新高（72席），特別是在英格蘭南部表現出色，這也是其前身自由黨自1923年贏得158個席位以來的最佳表現，但其得票數僅是2010年的一半左右，且總得票數還低於改革黨。改革黨的得票率不俗，並首次有議員獲選而進入下議院；其黨魁奈傑爾·法拉奇在第八次嘗試後，首次成功當選為國會議員。英格蘭及威爾斯綠黨亦取得了有史以來最高的席位數量，其兩位黨魁卡拉·丹尼爾與阿德里安·拉姆齊均首次當選為國會議員。
蘇格蘭民族黨失去了約四分之三的席位，這些席位被蘇格蘭工黨奪取。工黨重新成為蘇格蘭的最大黨，並且在威爾斯繼續保持領先地位（儘管他們在威爾斯的得票率下降）。保守黨在威爾斯及康沃爾、牛津郡等多個英格蘭地區均未獲得席位，在英格蘭東北部僅獲得一個席位。
新芬黨在北愛爾蘭贏得了最多席位，這是愛爾蘭民族主義政黨首次在國會的北愛爾蘭議席中成為最大黨派。民主統一黨丟失了一些席位。傳統統一之聲首次進入下議院。
多名立場偏向巴勒斯坦的獨立候選人，包括肖卡特·亞當和前工黨黨魁傑瑞米·柯賓，在穆斯林人口眾多的選區擊敗了工黨候選人。這一結果被認為是對工黨在加沙和以哈戰爭立場的反應。

### 不成比例的問題

各政黨在選舉中贏得的席次（外環）與得票數（內環）

這次選舉中，工黨和保守黨的合計得票率創下歷史最低紀錄（57.6%）；雖然小黨的表現則相當亮眼，但選舉結果顯得非常不成比例。工黨僅以34%的選票取得了63%（411席）的議席，而改革黨在獲得14.3%的選票下，只贏得不到0.8%（5席）的議席；這是英國領先者當選制度造成的。
根據加拉格指數，此次選舉得分為23.67，成為現代英國歷史上最不成比例的選舉（得分越高越不成比例）。根據政治學家約翰·科蒂斯的分析，2024年選舉是英國歷史上最不成比例的一次，工黨在議會中的多數席位被投票系統「嚴重誇大」。
民間團體「讓選票重要」發現有58%的選民沒有投票給他們所屬選區的當選議員。「讓選票重要」發言人史蒂夫·吉爾莫、選舉改革協會主席達倫·休斯、改革黨黨魁奈傑·法拉吉，以及英格蘭及威爾斯綠黨聯合黨魁阿德里安·拉姆齊等人在選舉後呼籲進行選舉改革，並稱此次選舉是「歷史上最不成比例的一次」。
| 政黨           | 票數       | 席次 | 票數/席次 | 席次/票數  |
| -------------- | ---------- | ---- | --------- | ---------- |
| 總共           | 28,805,931 | 650  | 44,317    | 2.256×10−5 |
| 工黨           | 9,704,655  | 412  | 23,554    | 4.245×10−5 |
| 保守黨         | 6,827,311  | 121  | 56,424    | 1.772×10−5 |
| 自由民主黨     | 3,519,199  | 72   | 48,878    | 2.046×10−5 |
| 苏格兰民族党   | 724,758    | 9    | 80,529    | 1.242×10−5 |
| SF 新芬黨      | 210,891    | 7    | 30,127    | 3.319×10−5 |
| 其餘政黨       | 842,013    | 7    | 120,288   | 8.31×10−5  |
| 改革黨         | 4,117,221  | 5    | 823,444   | 1.21×10−5  |
| 民主統一黨     | 172,058    | 5    | 34,412    | 2.906×10−5 |
| 綠黨           | 1,841,888  | 4    | 460,472   | 2.17×10−5  |
| 威爾斯黨       | 194,811    | 4    | 48,703    | 2.053×10−5 |
| 社會民主工黨   | 86,861     | 2    | 43,431    | 2.303×10−5 |
| 聯盟黨         | 117,191    | 1    | 117,191   | 8.53×10−5  |
| 阿爾斯特統一黨 | 94,779     | 1    | 94,779    | 1.055×10−5 |
| 工人黨         | 210,194    | 0    | 不適用    | 0          |
| 阿爾巴黨       | 11,784     | 0    | 不適用    | 0          |

## 各方反應

### 政黨

#### 保守黨

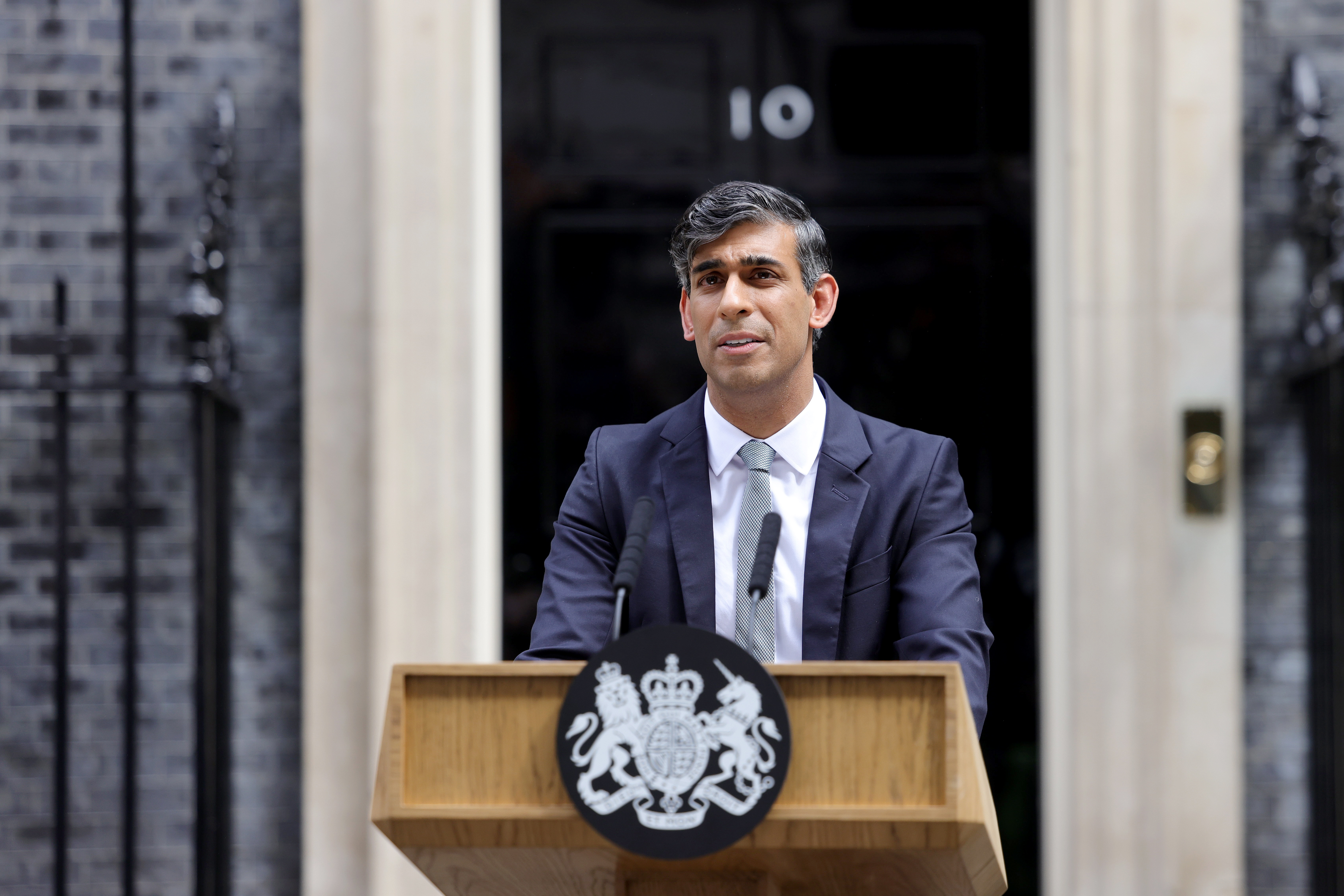
辛偉誠發表他作為首相的最後一次演講

2024年7月5日凌晨4點40分，時任英國首相兼保守黨黨魁辛偉誠承認敗選。他在全國點票尚未結束時，在其選區的勝選宣言中宣布：「工黨贏得了這次大選。我已經與施紀賢爵士通電，祝賀他的勝利......英國選民做出了對我們來說值得警惕決定，而我們將會在此中學習⋯我將會為敗選附上全部責任⋯」同時表示自己對所有落選的保守黨籍候選人表示道歉，且將會保證政權的和平過渡。
辛偉誠於7月5日承認選舉失敗。在辭職演說中，他向保守黨選民和候選人道歉，為該黨的重大挫敗表示歉意，同時向施紀賢表示支持，並寄望他能夠成功。他說：
雖然他曾是我的政治對手，但施紀賢爵士很快將成為我們的首相。在這個職位上，他的成功也將是我們所有人的成功，我祝願他和他的家人一切順利。不管我們在這次競選中有什麼分歧，他都是一位我尊敬的、有公德心的人。他和他的家人應該得到我們最大的理解，因為他們將面臨巨大的轉變，搬到這扇門後的新生活……而他也將應對這份在日益不穩定的世界中最具挑戰的工作。

#### 工黨

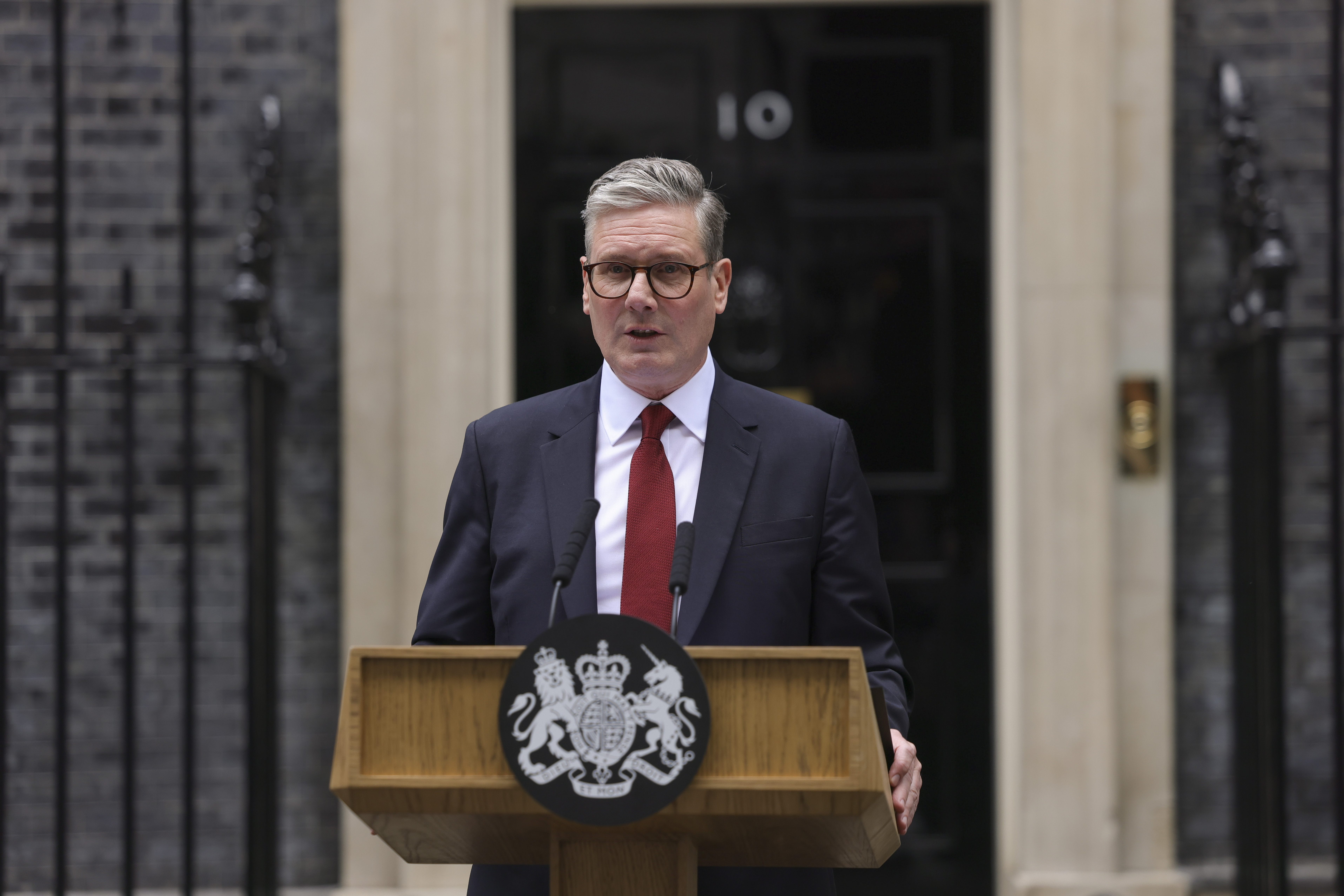
施紀賢發表他作為首相的第一次演講

施紀賢繼任辛偉誠成為首相，結束了14年的保守黨管治。在他的首次首相演說中，施紀賢向辛偉誠致敬，並讚揚他在領導上帶來的「奉獻和努力」，並表示：
作為我們國家第一位亞裔首相，辛偉誠為達成這項成就所需加倍付出的努力，任何人都不應低估他的努力。
但他也指出，英國人民已選擇了改變:
您們賦予了我們明確的民意授權，而我們將以此來實現改變：讓政治回歸服務及尊重，終結喧鬧的表演時代，更加謹慎地對待您的生活，並團結我們的國家。
我們四個構成國，再次攜手並肩。正如我們過去經常所做的那樣，團結一致面對不穩定世界中的挑戰，並致力於鎮定和耐心地重建。

因此，我充滿尊重和謙遜，邀請您們所有人加入這個服務型政府，共同迎接國家復興的使命。我們的工作刻不容緩，而今天就開始行動吧！

#### 自由民主黨
自由民主黨破紀錄囊括71席時，黨魁艾德·戴維稱該黨在今次大選中取得這個世紀以來最好的成績，形容選舉結果「超卓」，並豪言「這將不會是一次性」。
副黨魁黛西·庫珀在接受第四台的訪問時，感謝選民對該黨充滿信心和信任，並表示自由民主黨會有「更強的聲音和更大的影響力」，向工黨政府施壓以實現政綱承諾。但她亦表示，現時的選舉制度並不公平，亦會繼續爭取相關改革。

#### 蘇格蘭民族黨
苏格兰民族党
在此次大選中接連失利，蘇格蘭最大城市格拉斯哥的六個席次和位於首府愛丁堡的西南愛丁堡、東愛丁堡和默瑟堡選區被工黨盡數奪走。蘇格蘭首席部長兼該黨黨魁約翰·斯文尼形容大選結果對他的政黨來說「非常艱難且極具破壞性」，並需要進行「深刻反思」。他同時形容「施紀賢領導的工黨在此次大選中如海嘯般來勢洶洶，因為人們想在唐寧街看到變革，這無疑讓我們舉步維艱。」

#### 綠黨
英格蘭和威爾斯綠黨在是次大選歷史性贏得4個議席及得票率達到7%，議席數目增加超過三倍。該黨的雙黨魁卡拉·德尼尔及阿德里安·拉姆齊表示，今次選舉結果顯示綠黨的政策在英國仍然有公眾支持。

### 國際
加拿大總理賈斯汀·杜魯多在社交媒體X祝賀施紀賢在大選中取得歷史性勝利，表示期待雙方為大西洋兩岸建設更進步和公平的未來。
 以色列總統伊薩克·赫爾佐克在社交媒體X祝賀施紀賢成為新任英國首相，並表示期待雙方可以儘快拯救在加沙被扣押的人质，以及深化兩國夥伴關係；同時，他亦就辛偉誠在以色列—哈馬斯戰爭對以色列的貢獻，向其表達「最深切的讚賞和感激」。
 歐洲理事會主席夏爾·米歇爾祝賀工黨黨魁施紀賢在大選中取得歷史性勝利，並表示新一屆工黨政府當選將為英國政治開啟「新周期」。
 歐盟委員會主席烏爾蘇拉·馮德萊恩恭賀施紀賢當選，表示期待與他合作「建立建設性夥伴關係，應對共同挑戰並加強歐洲安全」。
 爱沙尼亚總理卡婭·卡拉斯在社交媒體X祝賀施紀賢在大選中取得歷史性勝利，表示英國和愛沙尼亞是「最強大的盟友和最親密的朋友」，英國對共同安全的承諾受到每個愛沙尼亞人的重視，亦相信兩國的良好合作只會繼續蓬勃發展。
 總理安東尼·艾巴尼斯在社交媒體X向新任英國首相及其「朋友」施紀賢表示祝賀，表示期待與即將上任的工黨政府推動建設性合作。
 爱尔兰政府發出新聞稿，表示總理施蒙·夏里斯已經向候任首相施紀賢及英國工黨表示祝賀，期待與來屆英國政府建立互利和富有成效的關係。
 法國總統馬克宏恭賀施紀賢，表示法國將繼續與英國開展雙邊合作、歐洲和平與安全、氣候和人工智慧工作。
 乌克兰總統澤連斯基在社交媒體X上祝賀未來首相施紀賢，表示烏克蘭和英國一直是並將繼續是共同搏擊風浪的「可靠盟友」，同時亦感謝他的「好朋友」辛偉誠。
 中华人民共和国外交部發言人毛寧表示，中國已經注意到英國的選舉結果，並希望與英國在「相互尊重、合作共贏」的基礎上，推動中英關係沿著「正確的軌道」前進。中国国务院总理李强致电施紀賢，祝贺他就任英国首相，并表示中英两国加强协调合作，符合双方利益，也有利于国际社会团结应对全球性挑战。
 美国總統拜登同施紀賢通電話，恭賀對方獲委任為英國首相；雙方重申繼續支持烏克蘭抵禦俄羅斯，並表示雙方會同北愛爾蘭各個領袖合作，在當地創造持續經濟增長及機會。
 马来西亚首相安華·伊布拉欣在臉書祝賀施紀賢所帶領的公黨在大選中取得勝利，表示希望他與新政府加強合作。
 新加坡总理黄循财祝賀施紀賢当选新一任首相，表示新加坡和英国是长期合作伙伴，两国的友谊深厚且友好，同时也期待早日与施紀賢会面。
 中華民國總統賴清德向英國新任首相施紀賢表示祝賀，並感謝英國一直以來的支持。他指出，兩國在貿易、技術和文化領域的合作，展現了未來的光明前景。
 俄羅斯外交部部長謝爾蓋·拉夫羅夫回應英國記者提問時，表示他並不理會新任首相施紀賢是否會削弱英國的國際地位的指控，亦認為兩國關係不會在大選後有任何改變。
 巴勒斯坦總統馬哈茂德·阿巴斯同施紀賢通電話，祝賀英國工黨的贏取大選，並稱有信心新任政府能夠增進兩國友誼及合作空間。

### 傳媒
《經濟學人》在這次選舉的報導中評論到：「工黨在...大選中取得了壓倒性的勝利...自由民主黨（席次）激增；蘇格蘭民族黨垮臺；由奈傑爾·法拉奇主管的新興右翼政黨英國改革黨第一次拿到了席次。」

#### BNO簽證影響
是次大選為英國推出英國國民（海外）護照簽證後的首次全國選舉，多數份報章都指出港人集中聚居地左右選情。而在英港僑組織，包括Vote4HK、雷丁香港人社區中心、香港監察等都分別在全國多地舉辦BNO專屬論壇。。
《香港文匯報》刊出「反移民又怕BNO『落閘』 移英港人『豬隊友』投極右」的報道。記者周天梧認為港人英文不佳，無法理解英國政黨政綱及其立場。